# Connecticut Sun 2010
La stagione 2010 delle Connecticut Sun fu la 12ª nella WNBA per la franchigia.
Le Connecticut Sun arrivarono quinte nella Eastern Conference con un record di 17-17, non qualificandosi per i play-off.

## Roster
| N° | Naz.                   | Ruolo | Sportivo          | Anno | Alt. | Peso |
| -- | ---------------------- | ----- | ----------------- | ---- | ---- | ---- |
| 5  | Stati Uniti (bandiera) | A     | Kelsey Griffin    | 1987 | 185  | 76   |
| 7  | Francia (bandiera)     | C     | Sandrine Gruda    | 1987 | 193  | 84   |
| 10 | Lettonia (bandiera)    | G     | Anete Jēkabsone   | 1983 | 175  | 82   |
| 15 | Stati Uniti (bandiera) | A     | Asjha Jones       | 1980 | 188  | 90   |
| 20 | Stati Uniti (bandiera) | G     | Tan White         | 1982 | 170  | 70   |
| 20 | Stati Uniti (bandiera) | G     | Kara Lawson       | 1981 | 173  | 77   |
| 21 | Stati Uniti (bandiera) | G     | Renee Montgomery  | 1986 | 170  | 65   |
| 22 | Stati Uniti (bandiera) | A     | DeMya Walker      | 1977 | 191  | 91   |
| 23 | Stati Uniti (bandiera) | G     | Allison Hightower | 1988 | 178  | 63   |
| 31 | Stati Uniti (bandiera) | C     | Tina Charles      | 1988 | 193  | 90   |
| 41 | Stati Uniti (bandiera) | A     | Kerri Gardin      | 1984 | 185  | 75   |

## Staff tecnico
- Allenatore: Mike Thibault
- Vice-allenatori: Bernadette Mattox, Scott Hawk
- Preparatore atletico: Jeremy Norman
- Preparatore fisico: Jodi Hopkins